# Moñibas
Moñibas es una localidad perteneciente al municipio de Muñopedro, en la provincia de Segovia, comunidad autónoma de Castilla y León, España. En 2023 contaba con 1 habitante.
Hasta 2022 y desde 2016, cuando contaba con 2 habitantes, figuraba como despoblado manteniendo la categoría de localidad albergando población no censada en época vacacional o festiva como en la actualidad.

## Demografía
| 3             | 2 | 1 | 3 | 2 | 0 | 0 | 0 | 2 | 0 | 0 | 0 |
| (Fuente: INE) |   |   |   |   |   |   |   |   |   |   |   |

## Patrimonio
- Puente de Moñibas sobre el río Voltoya;
- Ermita de Santa Bárbara;
- Molino de Moñibas, de tres muelas sobre el río Voltoya.[4][5][6]